# Лайнер, Штефан
Ште́фан Ла́йнер (нем. Stefan Lainer; род. 27 августа 1992, Зекирхен-ам-Валлерзе, Зальцбург) — австрийский футболист, защитник клуба «Ред Булл» (Зальцбург) и сборной Австрии.

## Клубная карьера
Штефан начал заниматься футболом в детской команде «Зекирхен». В 2006 году он перешёл в юношескую команду «Ред Булл Зальцбург».
16 апреля 2010 Лайнер дебютировал за вторую команду зальцбуржцев. В сезоне 2010/11 Штефан стал игроком основного состава «Анифа», с которым стал победителем Региональной лиги — Запад. Летом 2011 года защитник был отдан в аренду на один год в «Грёдиг». 12 июля Штефан провёл первую игру в новой команде, выйдя в стартовом составе на игру с «Аустрией». Десять дней спустя Лайнер отметился первым забитым мячом.
Перед началом сезона 2012/13 защитник возвратился в Зальцбург, и для получения игровой практики выступал за фарм-клуб «Ред Булла», «Лиферинг». За два сезона Лайнер принял участие в 62 играх и забил 3 мяча.
Весной 2014 года Штефан заключил контракт с «Ридом», выступавшим в австрийской Бундеслиге. Свой дебютный матч в высшем футбольном дивизионе Австрии защитник провёл 19 июля 2014 против «Винер-Нойштадт».
Спустя год Штефан возвратился в «Ред Булл». 27 августа Штефан дебютировал в еврокубках во встрече квалификационного раунда Лиги чемпионов против шведского «Мальмё», а 8 августа вышел первый раз в стартовом составе зальцбуржцев в чемпионате.
В сезоне 2019/20 Лайнер подписал контракт с «Боруссией Мёнхенгладбах» до июня 2024 года. 

## Карьера в сборной
Лайнер с 2006 по 2010 выступал за юношеские сборные Австрии. В составе сборной до 19 лет принимал участие в матчах квалификационного раунда отбора к Чемпионату Европы 2011.

## Личная жизнь
Отец Штефана, Лео Лайнер, также был футболистом, восемь раз выигрывал чемпионат Австрии, в настоящее время работает в «Ред Булл» скаутом.